# ホンダ・エイプ
エイプ (Ape) は、本田技研工業が2001年から2017年まで製造・販売していた、小排気量の直立・空冷・4ストロークOHC・単気筒エンジンを搭載したオートバイである。フレームはダイヤモンド型、サスペンションは、前輪がテレスコピック、後輪はプロリンク式スイングアーム、ブレーキは前後とも機械式リーディングトレーリング（ドラムブレーキ）というスペックである。排気量が50ccのモデルと100ccのモデルが製造・販売された。それぞれいくつか派生モデルがある。→#車両解説

## 概要
初代
初代のエイプは2001年2月14日発表、同月15日に発売。
ホンダ内部で『The Basic Fifty』をキーワード（開発コンセプト）にして、バイクの基本的な素材を重視し、シンプルな車体構成を目指し開発されたモデル。エンジンおよび変速機は空冷4ストロークOHC単気筒50cc、リターン式5速ミッションを採用することで、操る楽しさを実現。また、小さな車体、扱い易い幅広ハンドル、前後ワイドタイヤを採用することで、シンプルで親しみやすい外観を実現した。
後にエイプ100が発売されてからは、50ccモデルを区別できるよう「エイプ50」と分類することもおこなわれている。
エイプ100
2002年2月14日発表、同月15日発売で排気量99㏄（小型自動二輪車）のエイプ100が追加された。100ccなので日本の法規の下では原付二種扱いとなり、運転者が条件を満たしているなどすれば二人乗り（タンデム）ができる排気量となっており、それを考慮してダブルシートを採用することで二人乗りし易くなっている。
車名にこめられたイメージ
車名は英語で「類人猿・猿人・尾のないサル」を意味しており、類人猿を人間に最も近い動物=あらゆる人にとって身近な存在と位置付け、気軽に乗れる身近なバイクをイメージした。
他
ホンダのオートバイのラインナップの中の小排気量オートバイにはホンダ・モンキーというものもあり、モンキーのほうが先行していたモデルであり、スペック的に比較すると、エンジンはモンキーのほうは横型エンジン、当エイプのほうは直立（縦型）エンジン、という違いがある。なので「モンキー（猿）が立って、エイプ（類人猿）となった」と（ネーミングのいきさつを）解釈する人たちもいた。車体のサイズ・重量も、モンキーに比べエイプのほうがより大きくなっている。

## 車両解説
ベースとなったモデルは公道走行不可のエンデューロレース専用モデルXR80Rであり、多くの共通設計や部品を持つ。トラッカーともネイキッドとも解釈できるモデルであるが、同社の車両型式名からの分類は49㏄がAC、99㏄がHCとなるためオンロードである。
フレームはダイヤモンド型とし、サスペンションは前輪をテレスコピック、後輪をプロリンク式スイングアームとした。また、ブレーキは前後とも機械式リーディングトレーリングである。
搭載される空冷4ストロークSOHC単気筒エンジンは49㏄モデル用がAC16E型、99㏄モデル用がHC07E型。内径x行程はAC16E型が42.0x35.6（mm）、HC07E型が53.0x45.0（mm）とし、圧縮比をそれぞれ9.2・9.4に設定。燃料供給はPB型キャブレターとし、最高出力・最大トルクはそれぞれ3.7ps/7,500rpm・0.37kg-m/6.500rpm、7.0ps/8,500rpm・0.71kg-m/6.500rpmとされた。なお、始動はキックスターターのみ装備し、点火はマグネット式CDIである。
変速機は左足動式5段マニュアルトランスミッションを搭載する。減速比は1次が4.437で共通だが、2次が3.285（49㏄）・2.200（99㏄）と異なる。また、タイヤサイズは全モデルとも前後120/80-12 54Jとし、キャスター角ならびにトレール量は28°30′/89.0mmと共通である。

### モデル一覧
※本項ではモデル名別に解説を行う。

#### エイプ
型式名BA-AC16。2001年2月14日発表、同月15日に発売。当初は車体色がソリッドの標準車とストライプタイプのデラックスが設定された。以後は以下のスケジュールでマイナーチェンジが実施された。
- 2002年1月21日発表、同月22日発売 - 3,000台限定でトリコロールの塗装を施したスペシャルカラーを追加[6]
- 2002年2月14日発表、同月15日発売 - デラックスを廃止しカラーオーダープランを採用[7]
- 2003年1月30日発表、同月31日発売 - 車体色ブラック/ウイングマーク付ガソリンタンクロゴ/ヘッドライト・ハンドル・トップブリッジをメッキ化/クランクケース・シリンダーヘッドカバー・フロントフォークボトムケースにバフがけ施工・ホイール色をシャンパンゴールドへ変更したデラックスタイプを追加[8]
- 2004年1月29日発表、同月30日発売 - カラーリング変更[9]
- 2005年9月29日発表、同年10月29日発売 - カラーオーダープランを廃止しカラーリング変更[10]
- 2006年12月15日発表、同月20日発売 - カラーリング変更[11]

2007年12月4日には、平成18年国内二輪車排出ガス規制に適合させたモデルを同月7日から発売することを発表。以下に示す大幅な仕様変更を実施した。
- 型式名をJBH-AC16へ変更。
- 燃料供給を電子式燃料噴射装置（PGM-FI）へ変更。
- 最高出力・最大トルクはそのままで発生回転数をそれぞれ8,000rpm・6,000rpmへ変更。
- 点火方式をフルトランジスタ式バッテリー点火へ変更。
- 三元触媒をエキゾーストパイプ内に内蔵。
- 30km/h定地走行テスト燃費が90→93km/Lへ向上。

なお、これ以降は以下のスケジュールでマイナーチェンジを実施。
- 2008年1月15日発表 - 同月21日より同年3月9日までに1,000台受注限定でスペシャルを発売[13]
- 2008年11月4日発表、同月20日発売 - 後述するTypeDを追加する一方でデラックスタイプを廃止。一部カラーリングを変更[14]。

2016年7月1日に施行された欧州Euro4とWMTCを参考とした規制値および区分の平成28年排出ガス規制をクリアすることが難しいことから、平成24年規制に基く継続生産車である本モデルは2017年8月31日をもって生産終了となった。

### エイプ100

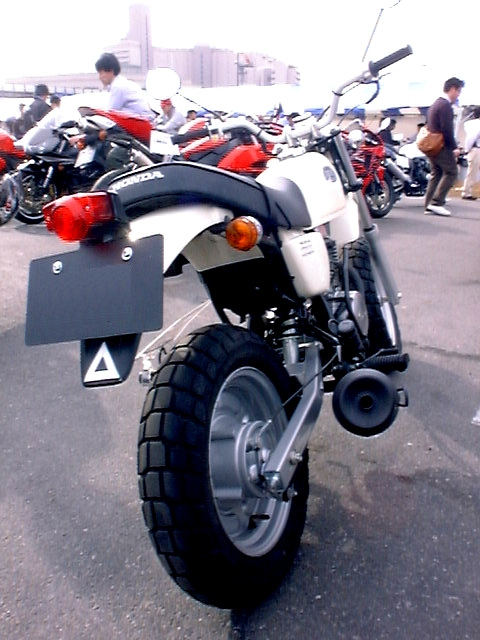
エイプ100

型式名BC-HC07。2002年2月14日発表、同月15日発売で追加された排気量99㏄モデル。上述した49㏄モデルと同一車体であるが、2人乗りが可能になることからダブルシートならびにタンデムステップを装備する。
2003年以降2008年1月までは49㏄モデル同様のマイナーチェンジを実施。
2008年9月5日には後述するTypeDの追加とともに平成19年国内二輪車排出ガス規制に適合させるため以下の仕様変更を実施したモデルを同月25日から発売することを発表した。
- 型式名をEBJ-HC07へ変更。
- 最高出力・最大トルクが6.3ps/8,000rpm・0.67kg-m/6.000rpmへダウン。
- 三元触媒をエキゾーストパイプ内に内蔵。
- 二次空気導入装置を装着。
- 点火プラグをイリジウム製へ変更。

その後も49㏄モデル同様に同社熊本製作所で継続生産されていたが、2016年に生産終了となった。

### エイプ TypeD・エイプ100 TypeD

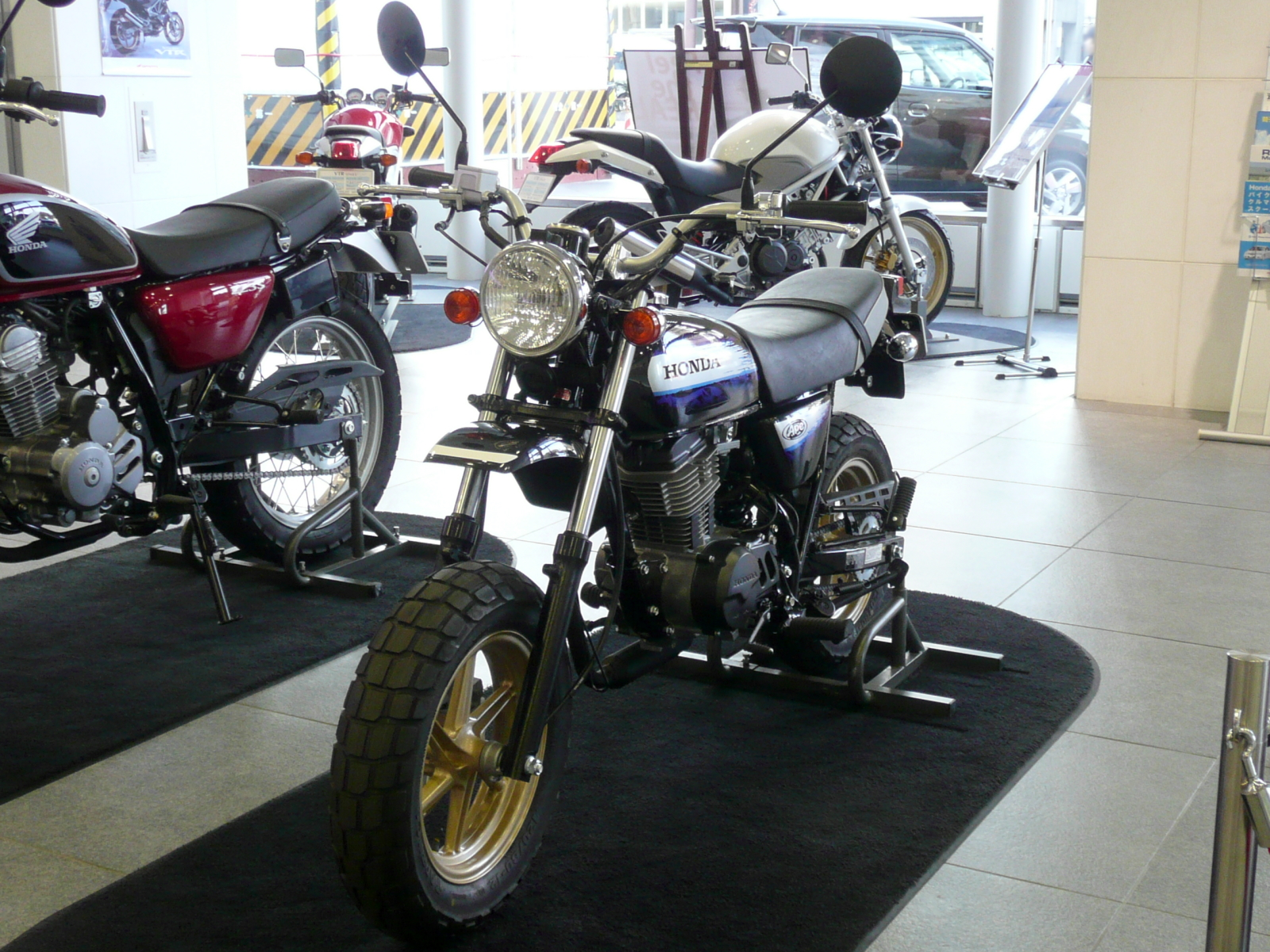
エイプ100 TypeD

2008年に追加された派生車種でオリジナルとは以下の相違点がある。
- 前後ブレーキをシングルディスクへ換装。
- ホイールが鉄製からアルミニウム製キャストホイールへ変更。
- 型式名は49㏄モデルがJBH-AC18、99㏄モデルがEBJ-HC13。

なお、発表発売日は49㏄モデルが2008年11月4日発表、同月20日発売、99㏄モデルが2008年9月5日発表、同月25日発売である。